# Альварадо, Анджела
Андже́ла Альвара́до (англ. Angela Alvarado; 7 июня 1972, Нью-Йорк, Нью-Йорк, США) — американская актриса и клипмейкер.

## Биография
Анджела Альварадо родилась 7 июня 1972 года в Нью-Йорке (штат Нью-Йорк, США) в семье пуэрто-риканского происхождения. У Анджелы есть семеро братьев и сестёр — четверо братьев и три сестры, включая актрису Мэгали Альварадо.
Анджела окончила «Hunter College».

## Карьера
Анджела дебютировала в кино в 1986 году, сыграв роль Джен Ларкен в эпизоде «Killshot» телесериала «Полиция Майами». В 2006 году Альварадо сыграла роль Нины Батиста в телесериале «Декстер». Всего она сыграла в 34-х фильмах и телесериалах.
Также Анджела является клипмейкером. В 1989 году она снялась в главной роли (танцовщицы) в клипе на песню Tears for Fears «Woman in Chains».

## Личная жизнь
С 1990 года Анджела замужем за музыкантом Драко Роса (род.1969), с которым она встречалась 2 года до их свадьбы. У супругов два сына — Ревель Энджел Роса (род.1990) и Ремадо Цицеро Роса (род.1996).

## Избранная фильмография
| Год  |   | Русское название       | Оригинальное название      | Роль            |
| ---- | - | ---------------------- | -------------------------- | --------------- |
| 1986 | с | Полиция Майами         | Miami Vice                 | Джен Ларкен     |
| 1987 | с | Кто здесь босс?        | Who's the Boss?            | Ариэль          |
| 1988 | ф | У неё будет ребёнок    | She's Having a Baby        | модель          |
| 1993 | ф | Ночь страшного суда    | Judgment Night             | Рита            |
| 1994 | ф | Я согласен на всё      | I'll Do Anything           | Люси            |
| 1998 | с | Профайлер              | Profiler                   | Марисаа Куэльяр |
| 2002 | ф | Детоксикация           | D-Tox                      | Лопес           |
| 2002 | ф | Шоу начинается         | Showtime                   | Джина Рейес     |
| 2005 | с | Говорящая с призраками | Ghost Whisperer            | Рэйчел Борджиа  |
| 2006 | с | Декстер                | Dexter                     | Нина Батиста    |
| 2007 | ф | Свободные писатели     | Freedom Writers            | мать Эвы        |
| 2011 | с | Молодые и дерзкие      | The Young and the Restless | судья Салазар   |
| 2012 | с | Гримм                  | Grimm                      | женщина         |